# Oleje schnące
Oleje schnące – oleje roślinne, które dzięki zawartości trójglicerydów – estrów nienasyconych kwasów tłuszczowych, zwłaszcza linolowego, w cienkiej warstwie utleniają się, tworząc twardą, przejrzystą i elastyczną błonę (linoksyd, oksyna). Proces ten jest inicjowany i przyspieszany przez promienie UV (np. światło słoneczne); nie zachodzi w całkowitej ciemności, przy braku światła może nawet zostać odwrócony. Surowy olej twardnieje powoli i nierównomiernie; proces ten można znacznie przyspieszyć przez dodatek działających katalitycznie związków ciężkich metali (zwł. ołowiu, srebra, manganu czy kobaltu), a także wstępną polimeryzację lub utlenienie (w wysokiej temperaturze).
Zjawisko „schnięcia” olejów nie jest dotychczas w pełni wyjaśnione i opisane, miało jednak od dawna spore znaczenie praktyczne zwł. ze względu na możliwość produkcji trwałych i wodoodpornych farb, lakierów, impregnatów i „naturalnych” mas plastycznych (np. linoleum).

## Wybrane roślinne oleje schnące
- olej z czarnuszki
- olej z dzikiej róży
- olej konopny
- olej kukurydziany
- olej z nasion ostu
- olej z ogórecznika lekarskiego
- olej z orzecha włoskiego
- olej z kiełków pszenicy
- olej rokitnikowy
- olej lniany (łac. Oleum Lini)[1]
- olej z nasion wiesiołka (łac. Oleum Oenotherae syn. Oleum Onagrae)[1]
- olej z pestek winogron
- olej z nasion maku (łac. Oleum Papaveris)[1]